# Georg von Eudokias
Georg von Eudokias (ursprünglich Georg Wagner, französisch Georges Wagner; * 10. März 1930 in Berlin; † 6. April 1993 in Asnières-sur-Seine) war ein orthodoxer Theologe und von 1981 bis 1993 Erzbischof (Exarch) des Erzbistums der orthodoxen Gemeinden russischer Tradition in Westeuropa des Ökumenischen Patriarchats von Konstantinopel.

## Biografie
Wagner stammte aus einer protestantischen Familie, seine Mutter Marthe Wagner interessierte sich jedoch für die Orthodoxie und besuchte die orthodoxe Kirche St. Wladimir an der Nachodstraße. Hier kam Georg Wagner mit der Orthodoxie in Berührung und konvertierte 1948 zum orthodoxen Glauben. Von 1949 bis 1953 studierte er am Institut de Théologie Orthodoxe Saint-Serge in Paris und erhielt hier 1953 seine Maîtrise bei Cyprian Kern. 1954 studierte er im Seminar von Chalki. Am 29. Mai 1955 wurde er in Paris zum Diakon geweiht, am 6. Juni 1955 zum Priester. Danach war er als Priester für die Russisch-Orthodoxe Kirche in Berlin tätig. 1962 begann er daneben ein Studium an der FU Berlin und wurde dort 1971 promoviert.
Im Jahr 1964 trat er in das vom Moskauer Patriarchat unabhängige Exarchat der orthodoxen Gemeinden russischer Tradition in Westeuropa über, erhielt 1965 den Rang eines Erzpriesters und wurde 1966 Vorsteher der Gemeinden des Exarchats in der Bundesrepublik Deutschland. 1967 wurde er Professor für Kirchenrecht am Institut Saint-Serge, ab 1969 lehrte er dort auch Liturgiewissenschaften. 1971 wurde Georg Wagner Mönch und erhielt den Rang eines Archimandriten. Am 30. Juni 1971 wurde er vom Heiligen Synod des Ökumenischen Patriarchats zum Titularbischof von Eudokias in Kleinasien ernannt und am 3. Oktober 1971 in Paris zum Bischof geweiht. 1973 gab er seine Tätigkeit am Institut Saint-Serge auf und wurde 1974 Pfarrer der Gemeinde Christ-Sauver in Asnières bei Paris.
Am 1. Mai 1981 wurde er zum Exarch der orthodoxen Gemeinden russischer Tradition in Westeuropa gewählt, von der Heiligen Synode des Ökumenischen Patriarchats bestätigt, zum Erzbischof erhoben und am 5. Juli 1981 in der Alexander-Newski-Kathedrale in Paris inthronisiert.
Im Jahr 1989 nahm er seine Lehrtätigkeit am Institut Saint-Serge wieder auf und ist 1991 zu dessen Rektor gewählt worden. Gleichzeitig wurde er Pfarrer der Gemeinde von Saint-Serge. 1992 musste er diese Tätigkeiten aus Krankheitsgründen einstellen.

## Veröffentlichungen (Auswahl)
- Der Ursprung der Chrysostomusliturgie (= Liturgiewissenschaftliche Quellen und Forschungen 59). Aschendorff, Münster 1973, ISBN 3-402-03840-4 (Dissertation).
- La liturgie, expérience de l'Église. Études liturgiques. Presses Saint-Serge, Paris 2003, ISBN 2-914262-20-5 (gesammelte kleine Schriften).